# Dedinszky Elek
Dedinszky Elek (Oravka, 1791. március 25. - Buda, 1849. október 18.) magyar  földbirtokos, a Helytartótanács, az 1848-as ideiglenes magyar polgári közigazgatás, majd az osztrák polgári közigazgatás irattárnoka.

## Élete
A Haraszthy Ágoston feleségeként ismert Dedinszky Eleonóra apjának, Dedinszky Ferencnek, a futaki uradalom szuperintendánsának testvére. 1815-1848 között a Helytartótanácsnál dolgozott, folyamatosan lépve feljebb a ranglétrán:
1815-1817 között fizetéses gyakornok 1817-1824 között iktatótiszt 1824-1832 között aliktató 1832-1836 között iktató 1836-1848 között irattárnok, lajstromozó, és egyben a királyi pecsét és levéltár őre. 1848-1849-ben az ideiglenes polgári közigazgatás - a minisztériumok közös irattárának irattárnoka, vezetője és 1849-től haláláig az osztrák polgári közigazgatás irattárnoka.
Nevéhez több, az 1848-49-es szabadságharc idején hozott rendelet szövegének és másolatának hitelesítése fűződik. Az irattárnok szakértelme a szabadságharc idején oly mértékben felértékelődött, hogy Szemere Bertalan külön rendeletet adott ki amelyben megtiltotta számukra, hogy bármilyen más tárcánál kinevezést fogadjanak el. Az 1840-es birtokösszeírás szerint Horpács legjelentősebb földbirtokosa volt.
Érdekesség: Dedinszky Erika Hollandiában élő emigráns magyar költő, műfordító üknagyapja.
Sírja az 1930-ban megszűnt vizivárosi erdő-temetőben volt található, felirata szerint: „Itt az üdv e szent jele alatt várják a boldog feltámadást dedinai Dedinszky Elek cs. kir. helytartótanácsi levéltárnok ur tetemei 1849.”